# Devecser
Devecser (németül: Dewetscher, a középkorban: Deveczer) város Veszprém vármegyében, a Bakony nyugati lábánál és a Somló-hegy közelében, a Devecseri járás székhelye. Első írásos említése a 14. századból származik, bár a térség már korábban is lakott volt. A település életében meghatározó szerepet játszottak a nemesi birtokosok, különösen a 18. században épült Esterházy-kastély, amely ma is a város egyik legfontosabb műemléke. A kastélyparkot és a régi épületeket ma is megcsodálhatják az ide látogatók.
A város gazdasága hagyományosan a mezőgazdaságra épült, különösen a szőlő- és bortermelésre, amit a Somló-hegy kiváló adottságai nyújtottak. Az iparosodás a 20. században érintette meg a térséget, ugyanakkor a város továbbra is megőrizte mezőgazdasági jellegét. A 2010-es vörösiszap-katasztrófa jelentős hatással volt a városra, és nagy mértékű újjáépítést tett szükségessé.
Devecser kulturális élete különösen gazdag a néphagyományok ápolásában és a helyi ünnepségekben. A város évente több kulturális eseménynek ad otthont, beleértve a Devecseri Borfesztivált, amely a helyi borászatok és a magyar bor hagyományát ünnepli. A település emellett számos műemlékkel, templommal és kulturális emlékhellyel büszkélkedik.

## Fekvése
A Bakony nyugati szélén, a Veszprém–Devecseri-árokban, a Torna-patak mentén helyezkedik el. Közúton a legkönnyebben a 8-as főúton közelíthető meg, amely a város északi szélén húzódik végig, nagyjából kelet-nyugati irányban. A belvárost a Nyirádon át Tapolcáig vezető 7317-es, a Somlóvásárhelyig húzódó 7322-es, a Sümegre induló 7324-es és az Ajkától Kolontáron át idáig húzódó 7339-es utak érintik. A 7324-essel azonos pontban ágazik ki a 8-as főút itteni szakaszából a 8402-es út, amely Pápa városával köti össze; szintén a 8-asból ágazik ki, északnyugati határszéle közelében a 84 103-as számú mellékút, amely a zsáktelepülésnek tekinthető Borszörcsökre vezet. Devecser közigazgatási területét érinti még – lakott területeitől messze északkeletre – a 8401-es út is.
Elhalad a településen a Székesfehérvár–Szombathely-vasútvonal is, az itteni vasútállomás közúti megközelítését a 7324-es út kezdeti szakaszából nyugat felé kiágazó, szűk 400 méteres hosszúságú, 73 315-ös számú mellékút (települési nevén Vasút utca) biztosítja.

## Története
A város mai területén öt középkori falu volt: Devecser, Kisdevecser, Szék, Meggyes és Patony. Devecser régi magyar személynév volt, de tulajdonosa ismeretlen. Később birtokosai már a faluról nevezték el magukat. Ezek a falvak már valószínűleg álltak a 12. század folyamán. Egy 1274. július 22-én kelt okmány említi először a falu nevét, mint családnevet. Kun László király Devecseri Márton ispánnak adományozza a területet.
A 14. század második felében Devecseri János a Csóron ragadványnevet kapta, Ettől kezdve a család ezt a nevet használta. A 15. század végére a Csóronok meggazdagodtak, övék lett az egész környék. Csóron Márton az 1470-1490-es években kibővítette a Torna-patak árterületén emelkedő kis dombon épített udvarházát. Ekkortájt lett a helység a Devecseri járás központja is. Később elvették a birtokot a családtól, ám a Dózsa György-féle parasztfelkelés leverésében tanúsított érdemeikért visszakapták azt.
A török háborúkban a törökök sokszor próbálták elfoglalni a megerősített devecseri várat, de ez csak 1552-ben sikerült, ám 1566-ban a magyarok ismét visszafoglalták. 1584-ben kihalt a Csóron család férfiága, így a birtokot az egyik leány örökölte, az ő révén került a Nádasdy család birtokába. Az Esterházy család tulajdonába pedig 1625-ben jutott a vár és környéke.
1872. október 3-án megindult a forgalom a település vasútállomásán, ami a Székesfehérvár–Szombathely-vasútvonal mentén létesült. 1882. szeptember 5-étől 1884. január 20-áig itt volt segédtanító Gárdonyi Géza. Ez idő tájt jelentek meg első írásai a különböző dunántúli lapokban.
1971-ig a Devecseri járás székhelye volt, akkor a járási székhely átkerült a szocialista iparosítás keretében mesterségesen felfejlesztett szomszédos Ajkára.

### 2010-es vörösiszap-katasztrófa
A 2010. évi vörösiszap-katasztrófa Devecsert is nagy mértékben érintette. 2010. október 4-én, a déli órákban átszakadt az Ajkai Timföldgyár vörösiszap-tározójának gátja. Rövid idő alatt kb. 700 ezer köbméter lúgos iszap árasztotta el először a közeli Kolontár község egy nagy részét, majd onnan a Torna-patak völgyében továbbhaladva Devecser területének egyharmadát is. A vörösiszap-áradat a vízfolyás medrét követve Somlóvásárhely felé haladt tovább, ott és még további településeken is komolyabb károkat okozva. A vörösiszap a Tornán, a Marcalon, a Rábán és a Mosoni-Dunán keresztül a Dunáig eljutott.
2011-ben fejeződött be a vörösiszap-katasztrófa utáni újjáépítés.

### Devecser jelene

#### Az újjáéledt település a fejlődés útján
A 2013-ban létrehozott járási rendszerben Devecser ismét járási székhely lett. A történelmi városháza épületében kapott helyet a Járási Hivatal, majd 2015. február 2-án megnyílt a Devecseri Kormányablak.
Az elmúlt években számos közintézmény újult meg a városban méltóvá téve a települést járási székhely rangjához.
A Gárdonyi Géza Általános Iskola és Alapfokú Művészeti Iskola az Óváros főterén, a Petőfi téren álló úgynevezett kisiskola-épületében 2011-ben történt jelentősebb felújítás mintegy 2,5 millió Ft értéken, majd 2016-ban mintegy 7 millió Ft-ból az önkormányzat a teljes villanyhálózatot felújíttatta, valamint informatikaterem is kialakításra került. 2019-ben megújult, térburkolatot kapott és új játszótérrel is gyarapodott az általános iskola alsó tagozatának otthont adó patinás főtéri épület udvara.
Az óvoda épületegyüttese 2012-ben adományokból újult meg. Az intézmény 2017-ben szakmai felkészültségével a térségben egyedülálló módon kiérdemelte a modellóvoda címet. 2018 szeptember 1-től megnyitotta kapuit a mini bölcsőde. A Vackor Művészeti Modell Óvoda és Mini Bölcsőde a gyermekek életkorához és egyéni adottságaihoz igazodó képességfejlesztést és tehetséggondozást alkalmaz az oktatás-nevelés során.
2020-ban fejeződött be az egykori Járási Berta Kórház főépületének felújítása. Az 1996-ban bezárt kórház megmentett és helyreállított ingatlanrészében egy helyen került elhelyezésre az önkormányzat által működtetett valamennyi szociális intézmény. A város új, egyesített szociális intézménye, a Devecseri Szociális Alapszolgáltatási Központ 2021. január 1-ével jött létre.
2021-ben új nevet kapott a város közművelődési intézménye, amely két állandó kiállítással, a Devecseri Városi Helytörténeti Tárlattal valamint Nagy Emerencia festőművész kiállításával bővült. A Devecseri Kastélykönyvtár és Művelődési Központ színházterme teljes körűen megújult.

### Erőforrások a város szolgálatában
Energiahatékonyság
A középületek energiahatékonysága szempontjából fontos előrelépés történt 2015-ben, amikor a mintegy 42 millió Ft pályázati forrásból a város óvodája, az általános iskola várkerti főépülete, valamint a művelődési ház tetőszerkezetére napelemes rendszerek kerültek telepítésre. 2016-ban a Devecseri Városi Sporttelephez, 2020-ban pedig a szociális központhoz valamint két önkormányzati társasházhoz kapcsolódóan létesült napelemrendszer.
Zöldváros
Devecser lakott övezeteihez, beépített területeihez viszonyítva meglehetősen nagy zöldterülettel rendelkezik. Az önkormányzat nagy hangsúlyt fektet a település zöldterületeinek karbantartására, a parkosításra, fásításra.
Az Emlékpark és a Várkert az egyenként mintegy nyolchektáros területével, a tavakkal és az azokat tápláló vizekkel zöld karéjként öleli át észak felől a települést. Folyamatos a fák pótlása, újak ültetése.
Új parkok létesülnek az egykori kórház területén (Berta park), illetve annak főbejáratával átellenben (Dr. Laczay Antal park), valamint a Makovecz-lakóparkban.
2019-ben mintegy 7000 db facsemete került elültetésre a Torna-patak mellett. 2021-ben véderdő létesült a Makovecz-lakópark nyugati oldala melletti, erre a célra kijelölt önkormányzati területen. Az önkormányzat saját erején felül pályázati lehetőségeket is megragad a fásításra.
Babaligetek
Az önkormányzat 2021-ben megkezdte az úgynevezett Devecseri Babaligetek kialakítását az egyes városrészekben. Az újszülöttek tiszteletére elültetésre kerül egy-egy fa az adott babaliget parkosítási tervéhez igazodva a Jövő ligetében, a Kölyök ligetben, a Tündér közben és a Juhar ligetben.

### Devecser városrészei
A képviselő-testület döntése nyomán 2021-ben négy városrész került kijelölésre:
- Óváros
- Ligetváros
- Tókert
- Újváros

## Devecservidéki Gazdakör
A Gazdakör megszervezésében Ihász Lajos járt az élen, aki 1882. március 4-én vendégül látta gazdatársait lőrintei birtokán: Szalatkay Istvánt, Reé Jenőt, Kun Aladárt, Puzdor Gyulát, Noszlopy Gyulát, valamint Gulden Györgyöt. Első alkalommal 1882. április 14-én alakult meg az egylet. Első elnöke Ihász Lajos lett. Őt követte Noszlopy Gyula, majd gróf Esterházy Ferenc. A gazdakör 1893-ban hallatott utoljára magáról.
A Devecservidéki Gazdakört hosszú szervező munka után, másodjára Dr. Magyar Károly ügyvéd alapította meg 1907. április 28-án. A Gazdakör elnöke dr. Magyar Károly volt, aki az azonos című, negyedévenként megjelenő lapnak is felelős szerkesztője. A devecseri járás kisgazdáinak a Devecservidéki Gazdakör keretében sok előnyt harcolt ki: vető-, növényápoló gépek, községi mérlegek beszerzésében, tenyészállat-kiállítások és díjazások úttörő megrendezésével.

## Közélete

### Polgármesterei
- 1990–1994: Jokesz István (független)[18]
- 1994–1998: Jokesz István (független) [19]
- 1998–2002: Jokesz István (független) [20]
- 2002–2006: Holczinger László (független) [21]
- 2006–2010: Holczinger László (független) [22]
- 2010–2014: Toldi Tamás (Fidesz-KDNP)[23]
- 2014–2017: Ferenczi Gábor (Jobbik)[24]
- 2017–2019: Ferenczi Gábor (Jobbik,[25] később Mi Hazánk)
- 2019–2024: Ferenczi Gábor (független)[26]
- 2024– : Ferenczi Gábor (független)[1]

A településen 2017. október 15-én időközi polgármester-választást (és képviselő-testületi választást) tartottak, az előző képviselő-testület önfeloszlatása miatt. A választáson a hivatalban lévő polgármester is elindult, és hat jelölt közül csaknem 70%-ot elérő eredménnyel meg is erősítette pozícióját.

## Népesség
A település népességének változása:
| Lakosok száma | 4427 | 4378 | 4196 | 4216 | 4203 | 4200 | 4149 |
|               | 2013 | 2014 | 2018 | 2021 | 2022 | 2023 | 2024 |

A 2011-es népszámlálás idején a lakosok 91,8%-a magyarnak, 12,4% cigánynak, 0,7% németnek, 0,2% románnak mondta magát (8,2% nem nyilatkozott). A vallási megoszlás a következő volt: római katolikus 67,7%, református 2,8%, evangélikus 1,9%, felekezeten kívüli 8,5% (18,6% nem nyilatkozott).
2022-ben a lakosság 89,7%-a vallotta magát magyarnak, 4,7% cigánynak, 1,1% németnek, 0,1% románnak, 0,1% szerbnek, 1,3% egyéb, nem hazai nemzetiségűnek (10,2% nem nyilatkozott; a kettős identitások miatt a végösszeg nagyobb lehet 100%-nál). Vallásuk szerint 42,3% volt római katolikus, 2,5% evangélikus, 1,7% református, 0,3% görög katolikus, 0,4% egyéb keresztény, 0,6% egyéb katolikus, 9,6% felekezeten kívüli (42,5% nem válaszolt).

## Látnivalók
- Devecseri vár, más néven Esterházy-kastély

Itt működik az ország egyik legszebb kastélykönyvtára, melyhez kiállítótermek kapcsolódnak.
A kastélygalériában időszakos képzőművészeti kiállítások várják az érdeklődőket.
A kastély Petőfi tér felől közvetlenül elérhető épületrészében került kialakításra 2021 nyarán a Devecseri Helytörténeti Tárlat, mely a város múltjába nyújt betekintést.
2021 szeptemberében a Kastélykönyvtár megnyitásának 35. évfordulóján nyílt meg a könyvtár által használt főépületi ingatlanrész emeleti hátsó szegmensében Nagy Emerencia festőművész állandó kiállítása.
- Devecseri emlékpark

Az iszapömlés egyéves évfordulóján, 2011. október 4-én avatták fel Devecserben a nyolchektáros emlékparkot, amely a vörösiszap által elöntött, más célra nem hasznosítható területen létesült. A parkban három, egyenként félhektáros vízfelületű látványtavat alakítottak ki, amelyeket a Malom-árok forrásai és a Torna-patak táplálnak.
A tavakat egymással összekötő árkok, csatornák felett kőből, fából készült hidak ívelnek át. A vízfelületek környékét díszfák, cserjék díszítik. A kavicsos sétautakkal szabdalt, füves területekben bővelkedő parkban kültéri padok és kerékpáros pihenőhely marasztalják a látogatót.
Az Emlékparkban számos különleges kültéri alkotás, emlékmű található.
A Pápai út felől a városba érkezve már messziről szembetűnik a 
- Turulmadaras I.-II. világháborús emlékmű.

A 2016-ban felállított monumentális alkotás – melyben a fa, a fém, és a kő egyesül, tetején karddal a karmai közt, kiterjesztett szárnyakkal felszállásra készülő turulmadárral 7 méternél is magasabb. Igazi kuriózum, hiszen kovácsoltvasból még sohasem készült köztéri turulszobor. Alkotói Németh Péter kovácsmester valamint fiai, Szabolcs, Zoltán, Róbert, ifj. Kozma György fafaragó és asztalosmester, valamint Járóka Attila műkőkészítő mester.
A parkban a középső tó partján található a szintén 2016-ban kialakított 
- Devecseri Trianon Emlékhely. Az emlékmű központi eleme a kettőskereszt, mely az elcsatolt országrészekből származó földből képzett hármas halomból magasodik.
- Rotary ház. Az Emlékpark közvetlen szomszédságában, az Árpád utca 7. szám alatt mementóként fennmaradt egykori postaépület ad otthont annak a különleges kiállításnak, mely a 2010-es vörösiszap-katasztrófa tragikus eseményeinek, az áldozatoknak és a mentésben, valamint az újjáépítésben résztvevőknek állít emléket.

Az épület előtt a múltnak tiszteleg a régi kőkereszt.
- Az iszapkatasztrófa kopjafája

A Rotary háztól egy kőhídon át az Emlékparkba érkezve találjuk az ipari katasztrófában megsemmisült 18 utcára emlékeztető 2016-ban felállított kopjafát, ifj. Kozma György és Magyar Károly alkotását.
- Az egykori Devecseri Járási Berta Kórház

Az intézményt 1910. szeptember 18-án adták át. Egészen 1996 decemberében történő végleges bezárásáig fontos szerepet játszott a település és környéke egészségügyi ellátásában. A főépület felújítása 2020-ban fejeződött be. A megújult ingatlan, melynek átadására 2020. szeptember 18-án, az egykori kórház megnyitásának 110. évfordulóján került sor, a város szociális intézményeinek, 2021. január 1-től pedig azok egy intézményben történő egyesítésével a Devecseri Szociális Alapszolgáltatási Központnak biztosít helyet.
- Berta park. A Berta park az egykori Devecseri Járási Berta Kórház épületegyüttesének egyhektáros területét foglalja magába. Főbejárata a Miskei utca 47. szám alatt található.

Nevét az egykori kórház megépítésének legnagyobb támogatója, gróf Esterházy Ferenc özvegyéről, gróf Esterházy Ferencné Lobkowitz Berta hercegnőről kapta 2020-ban.
Az egykori kórház felújított főépület-együttesének környezetében Ferenczi Gábor polgármester kezdeményezésére és tervei alapján tematikus botanikus kert létrehozását kezdte el az önkormányzat. A számos tervezett kertrészlet közül a park központi eleme, a japánkert, valamint a rózsakert már kialakításra került. A park hétköznapokon 8.00 és 16.00 óra között szabadon látogatható.
- Makovecz Imre által tervezett Újjászületés Ökumenikus Kápolna. A Magyar Fejlesztési Bank gesztorságával 22 erdészeti Zrt. egyenlő részben osztozott a mintegy 30 millió forintos kivitelezési költségeken. Az építéssel kapcsolatos teendőket, a kápolna folyamatos karbantartását pedig a Bakonyerdő Zrt. vállalta, helyszínt a város biztosította. A kápolnabejárattal szembeni falon Kun Éva képzőművész táblaképe látható. Avatására és felszentelésére 2012. október 4-én került sor.[31]
- Makovecz Imre-lakópark: A vörösiszap katasztrófát követő újjáépítés során 2010 októbere és 2011 júliusa között Kós Károly Egyesülés keretében Turi Attila és Zsigmond László építészek tervei alapján épült. A lakótelephez orvosi rendelő és Máltai kert, sportpálya és játszótér is kapcsolódik.[32]
- Szentkút, más néven Kolontári Szentkút, amely Devecser területén található. Egy 1805-ös feljegyzés szerint már az 1700-as években is rendszeresen jártak ide zarándokok, és hittek a kút vizének gyógyerejében. A 20. század első felében élénk vallási élet folyt itt. Anna-napkor tartották a búcsút, amelyre sok helyről érkeztek a hívek. A század második felében, a szocialista időben csoportosan nem látogathatták e helyet a zarándokok. A rendszerváltás után a kis kápolnát felújították, és az 1990-es évek közepétől ismét megindultak a szervezett zarándoklatok. 2003-tól minden év szeptember utolsó vasárnapján tartják a szentmisével egybekötött szentkúti búcsút. A 2010-es katasztrófa során a vörösiszap a kutat körülvette, de el nem árasztotta, így a szentkút körüli hit megerősödött. Azóta eltelt időben a búcsúi zarándokok száma az előző évekhez képest megháromszorozódott.[33]
- Devecseri lomis piac. Az ország egyik legnagyobb használtcikkpiaca Meggyeserdőn, a városból Sümegre vezető út jobb oldalán található, az egykori laktanya területén.

## Ismert személyek
Itt születtek
- 1540-ben Szántó Arator István jezsuita tanár, Biblia-fordító. Emléktáblája a város katolikus temploma főbejárati falán található. 2021-ben a Lakatos utca tagolásával közterületet neveztek el róla (Szántó Arator István út).
- 1841. május 21-én Devecseri Ignác író, újságíró.
- 1843. január 5-én Hoffmann Mór tanár, szerkesztő, író. Hevesi Sándor apja.
- 1854. július 18-án devecseri Schultheisz Emil címzetes gyalogsági tábornok.
- 1859-ben Hock János katolikus plébános, politikus és író, a tiszavirág-életű Magyar Nemzeti Tanács elnöke.
- 1864. május 14-én Balogh Jenő igazságügy-miniszter.
- 1870. február 3-án Faludi Miklós színházigazgató, dramaturg
- 1873. november 22-én Faludi Jenő színházigazgató és Faludi Sándor színházigazgató (ikertestvérek voltak)
- 1880. április 18-án Antal Márk pedagógus, matematikai szakíró, művelődéspolitikus.
- 1880. május 25-én Rupert Rezső ügyvéd, újságíró, országgyűlési képviselő.
- 1886. február 3-án Pogány Ödön, 1899-ig Pollák[34] fül-orr-gégész, egyetemi tanár, az orvostudományok kandidátusa (1952).
- 1905. szeptember 28-án Darányi József atléta. 2021-ben a Devecseri Városi Sporttelephez vezető utat róla nevezte el az önkormányzat képviselő-testülete (Darányi József út).
- 1914. október 6-án Belák András rajztanár, festő.
- 1926. szeptember 11-én Mester János Jászai Mari-díjas színművész.
- 1936. augusztus 31-én Szíjj Miklós filmrendező.
- 1952. december 7-én Kopek Rita magyar festőművész, képzőművészeti oktató.
- 1954. július 21-én Boda Balázs festőművész.
- 1954. szeptember 14-én Pálfy Margit színésznő, előadóművész.
- 1956. január 12-én Világosi Gábor, dr.  jogász, politikus, 2004 és 2010 között az Országgyűlés alelnöke,
- 1962. március 12-én Tisza Bea bábművész, színésznő
- 1971. szeptember 1-jén Beck Zoltán zenész, énekes.

## Testvértelepülései
- Nagypalád-Fertősalmás, Ukrajna (2015)
- Padé, Szerbia (2015)
- Szőlősgyörök, Magyarország (2023)
- Kál, Magyarország (2023)
- Karád, Magyarország (2023)

## Régi mondások, falucsúfolók a településről
- Akkorát esett Devecser, s*ggre esett Vásárhel. [A mondás eredete nem ismert.][35]

## Galéria

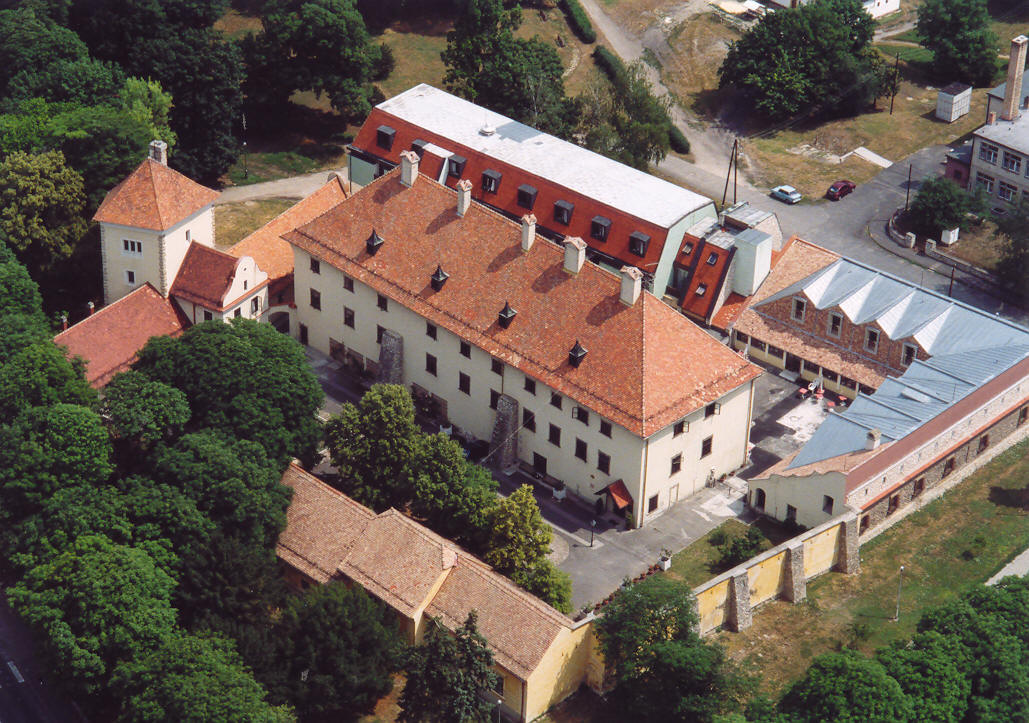
Devecseri vár (devecseri Esterházy-kastély)
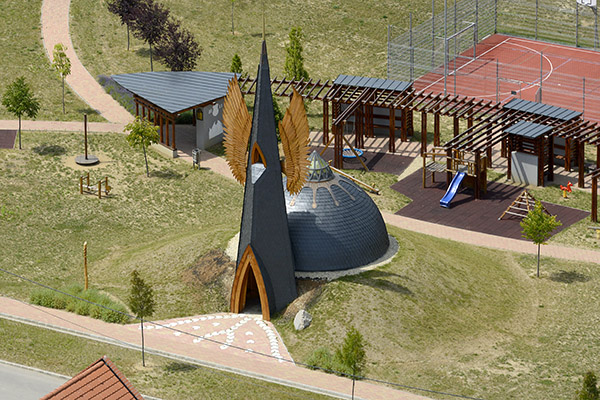
Devecseri Újjászületés Ökumenikus kápolna az új lakópark közepén
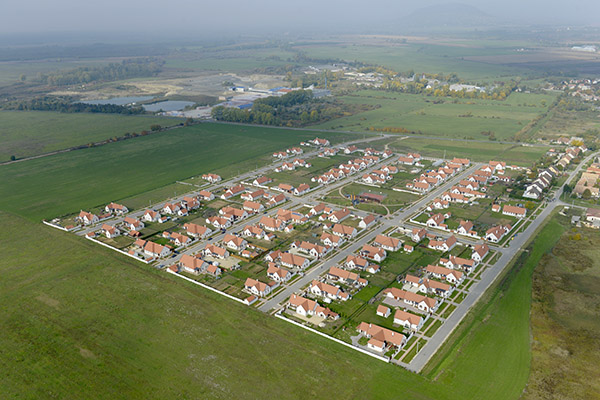
Makovecz lakópark Devecser
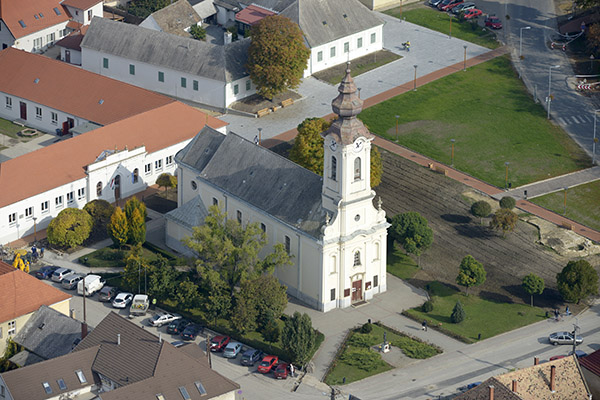
A devecseri Páduai Szent Antal templom légi fotója
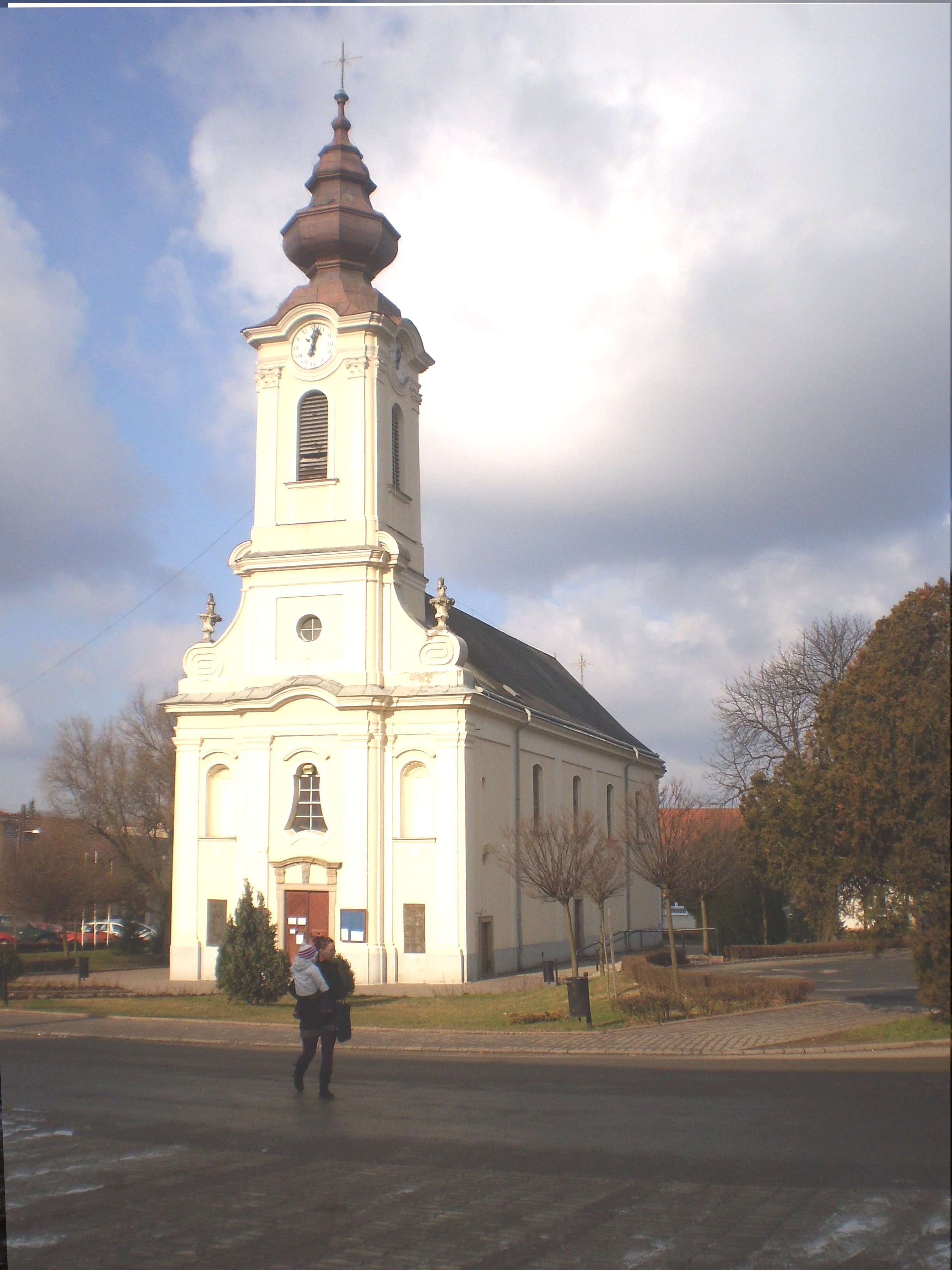
Templom
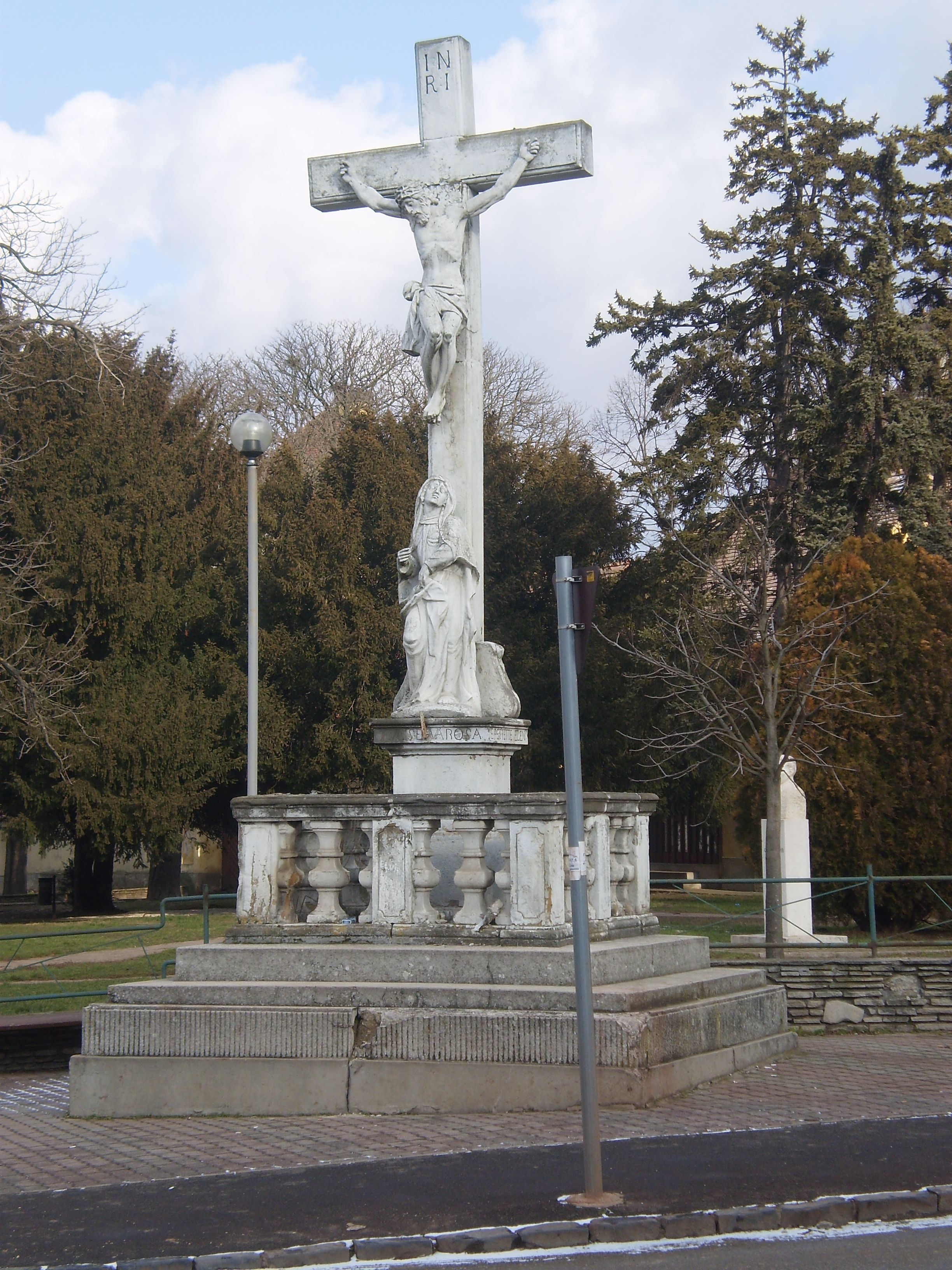
Kereszt
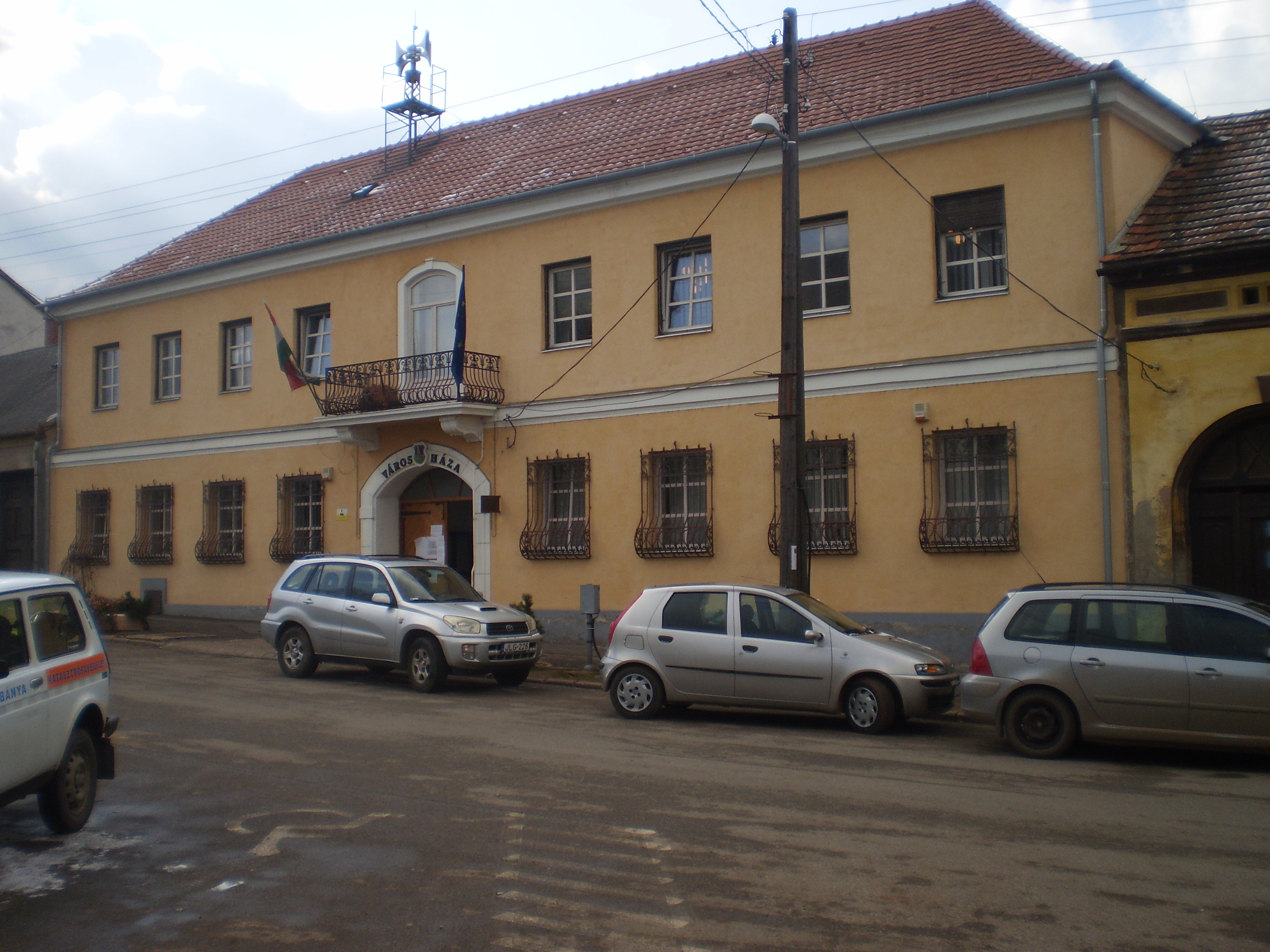
Járási Hivatal
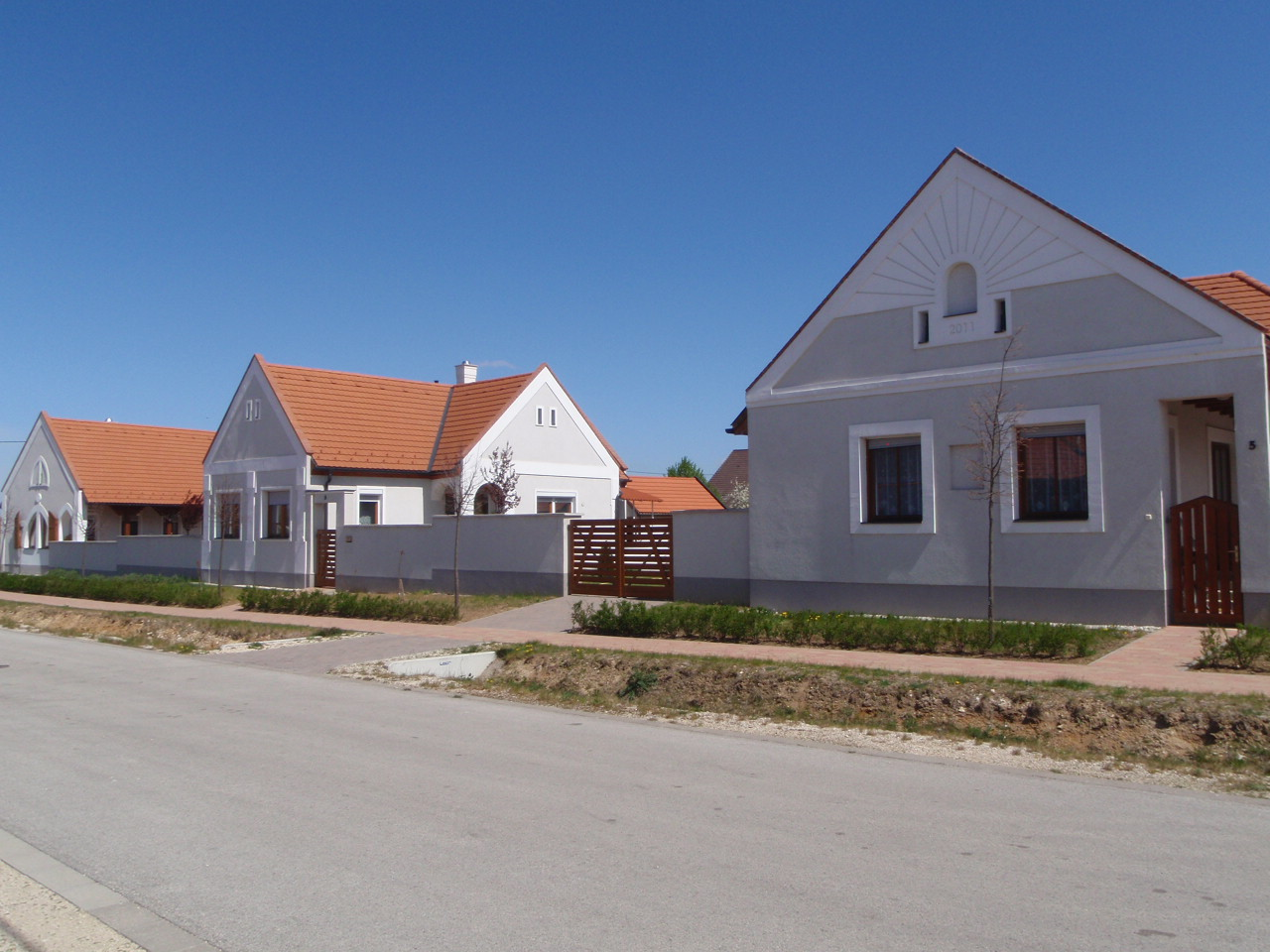
Makovecz lakópark
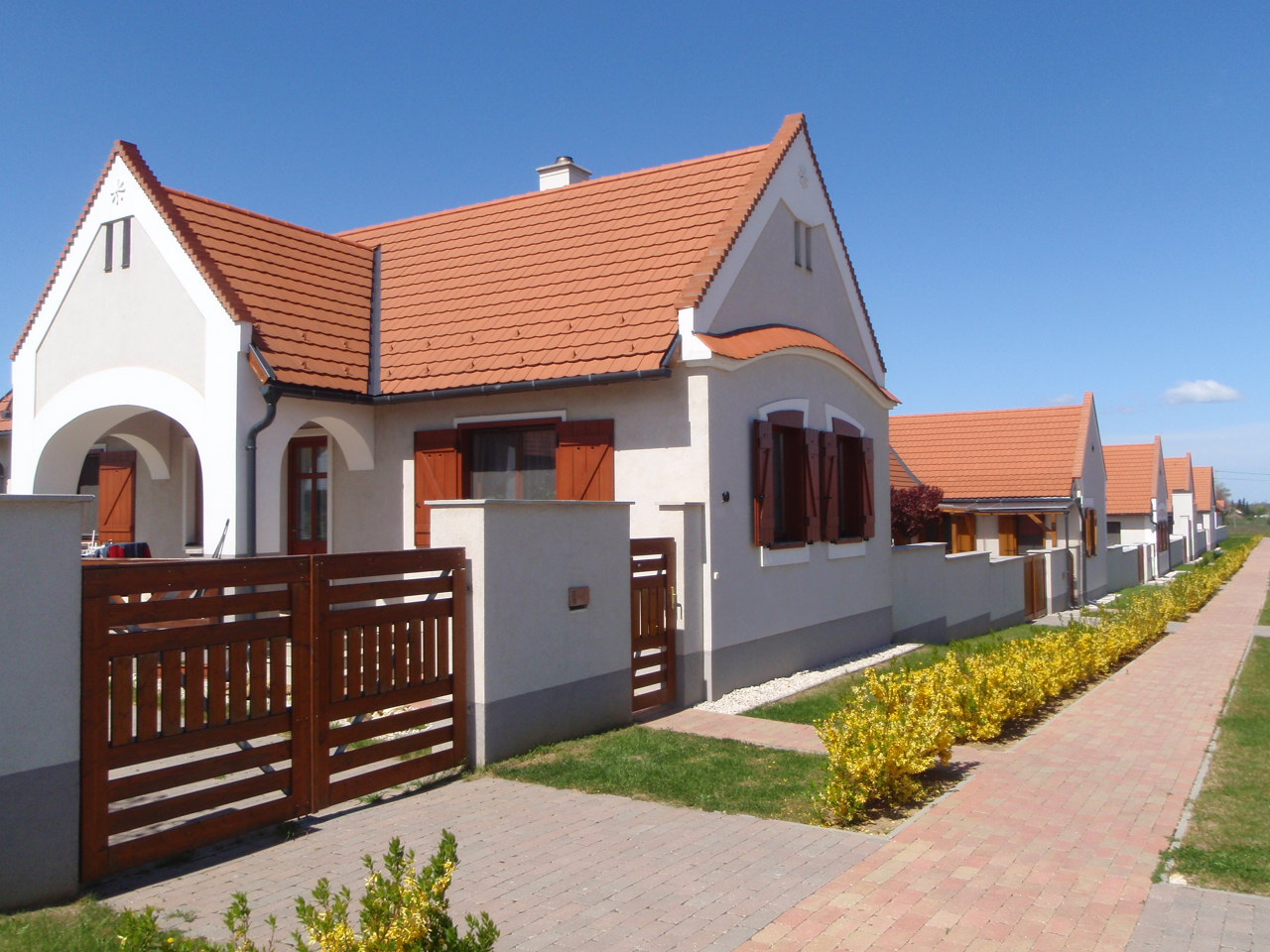
Makovecz lakópark
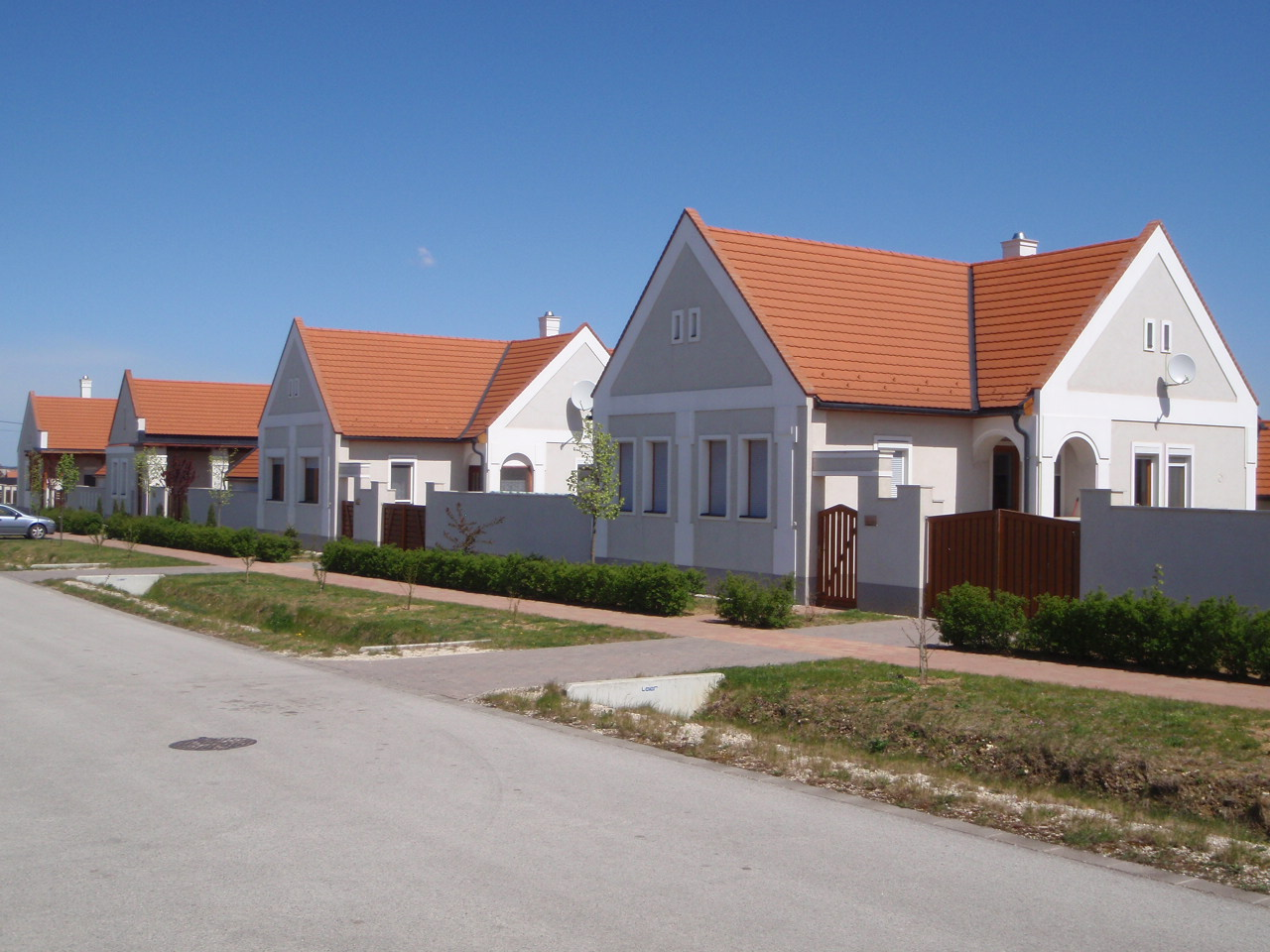
Makovecz lakópark
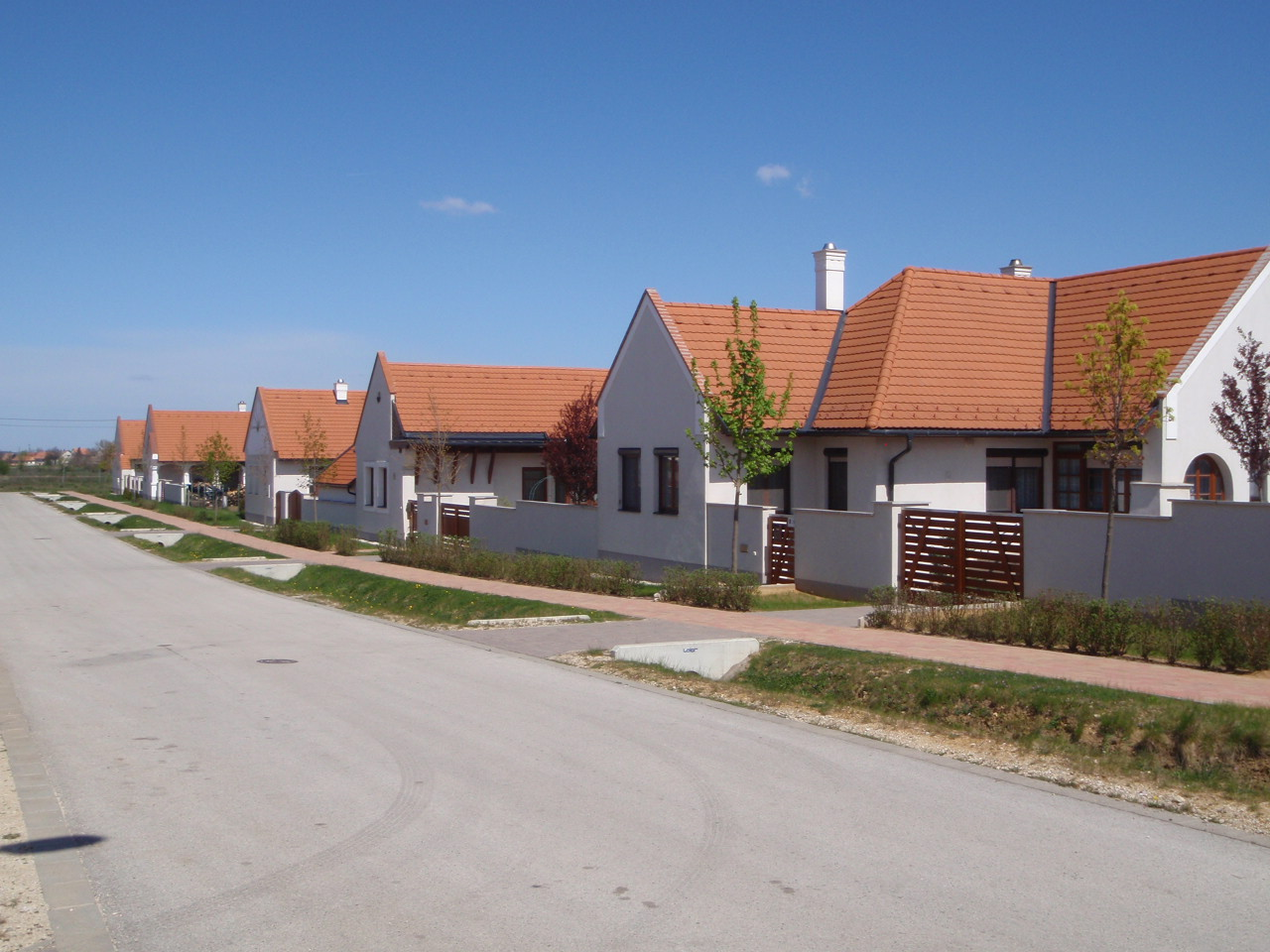
Makovecz lakópark
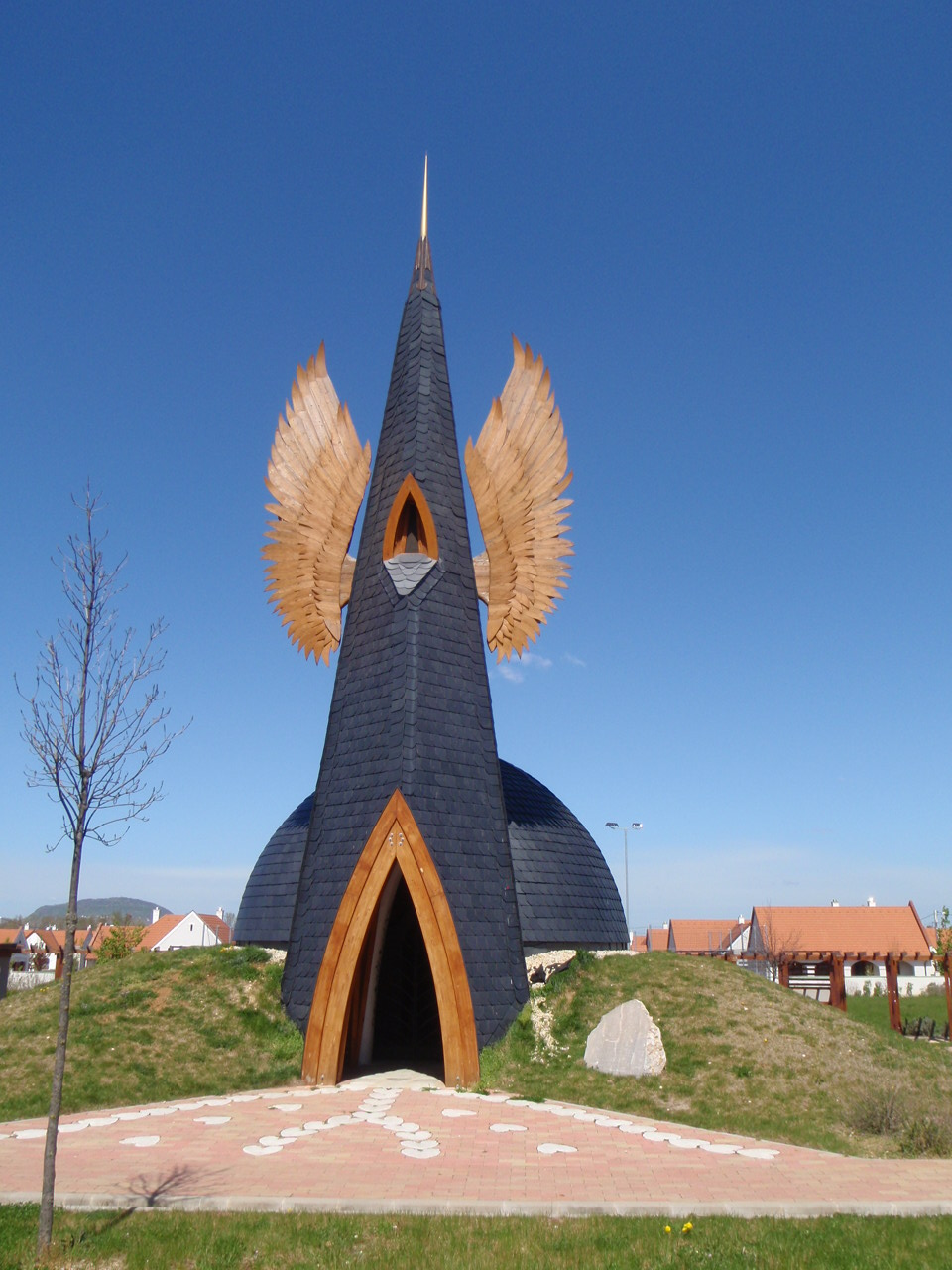
Újjászületés kápolna
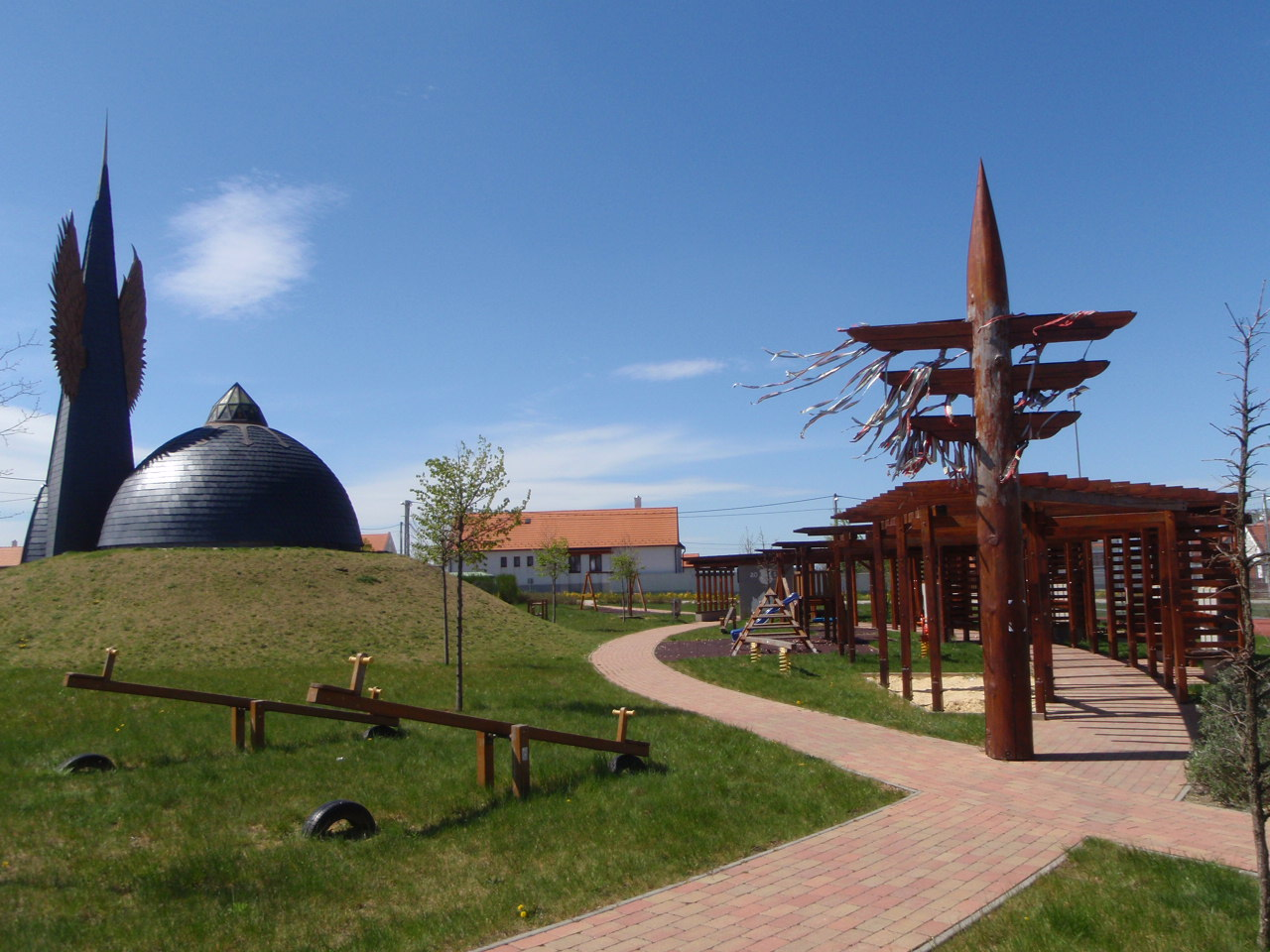
Máltai kert és Makovecz park
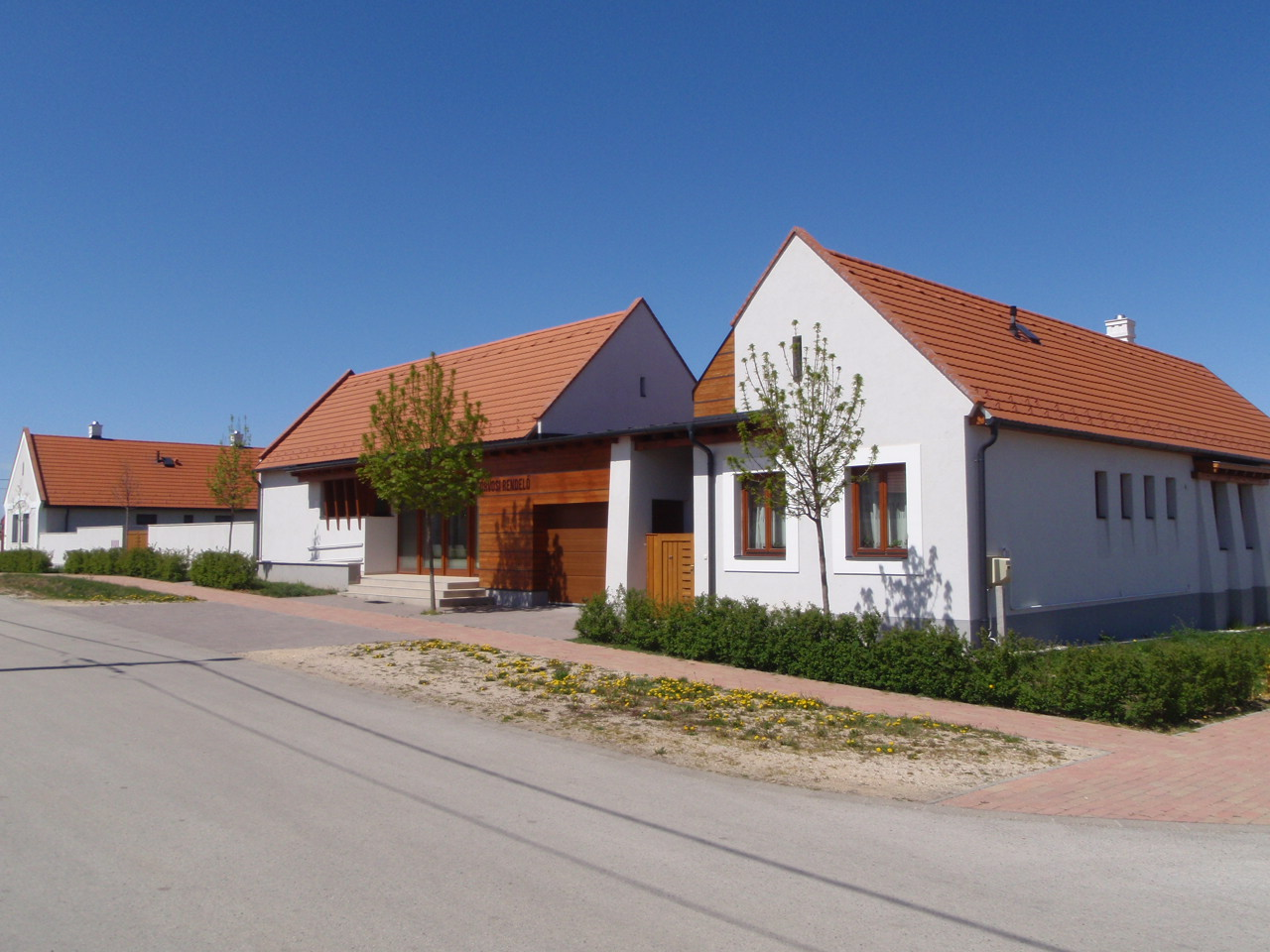
Orvosi rendelő a Makovecz lakóparkban
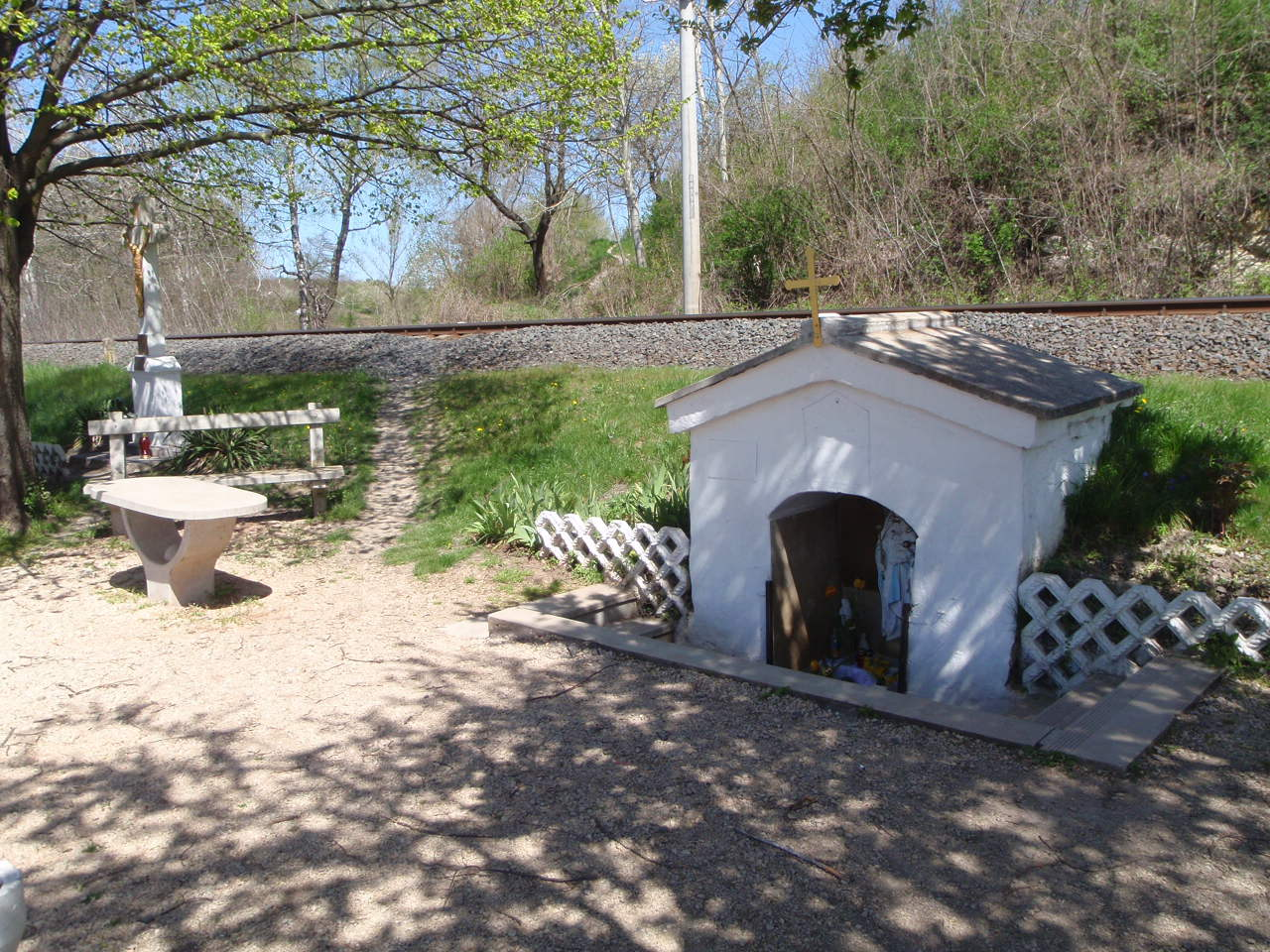
Szentkút, vagy más néven Kolontári szentkút
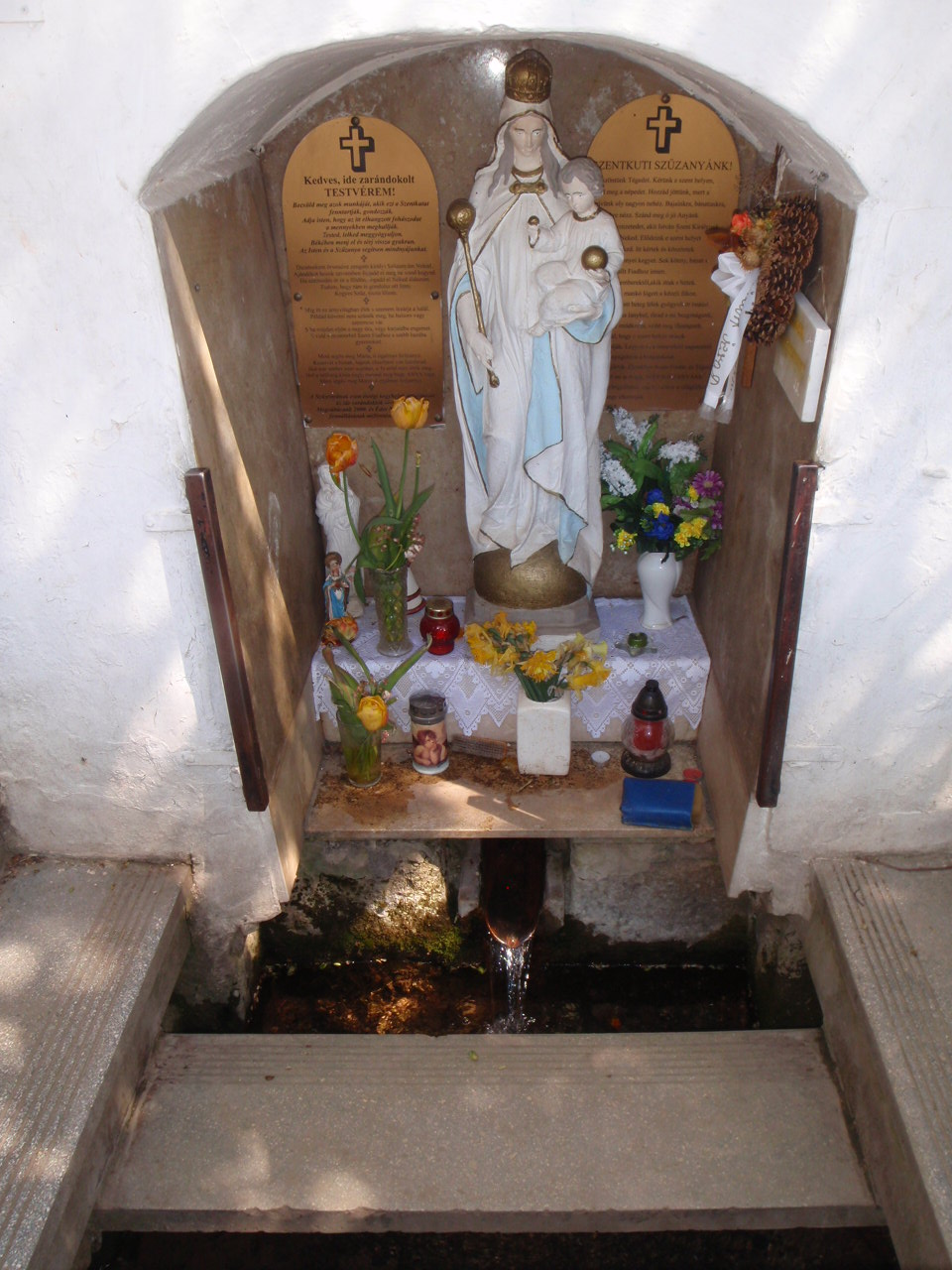
Szentkút forrása